# Thouars
Thouars è un comune francese di 10 089 abitanti situato nel dipartimento delle Deux-Sèvres nella regione della Nuova Aquitania.
Qua è nato il cantante Philippe Katerine e l’attore/regista Jean-Hugues Anglade. 

## Società

### Evoluzione demografica
Abitanti censiti

## Amministrazione

### Gemellaggi
- Diepholz, Germania
- Port-Gentil, Gabon
- Hannut, Belgio
- Helensburgh, Regno Unito